# 遠藤三郎 (政治家)

遠藤三郎の銅像（裾野市運動公園内）。

遠藤 三郎（えんどう さぶろう、1904年4月15日 - 1971年12月27日）は、昭和時代の農林官僚、政治家。建設大臣（第17代）、衆議院議員（9期）。

## 来歴・人物
静岡県出身。農業、遠藤儀市郎の五男として生まれる。静岡県立沼津中学校、第一高等学校を経て、1930年3月、東京帝国大学法学部法律学科を卒業。1929年10月、高等試験行政科試験に合格。1930年4月、農林省に入省し嘱託となる。
以後、水産局水産課長、同監督課長、食品局特殊食品課長、食料管理局第1部企画課長、同部総務課長、第2部官吏課長などを経て、和歌山県経済部長となる。農商務省となってからは生活物資局監理課長、綜合計画局参事官を務めた。戦後は、内閣調査局調査官、内閣参事官、農林省官房会計課長、総務局長、畜産局長などを務め、1948年9月に退官した。
1949年1月、第24回衆議院議員総選挙で静岡県第2区に民主自由党から出馬し初当選。その後、自由民主党に所属、1969年12月の第32回総選挙まで連続9回の当選を果たし、1971年12月27日、現職のまま死去、67歳。死没日をもって勲一等瑞宝章追贈（勲五等からの昇叙）、正五位から正三位に叙される。
自民党では岸信介→藤山愛一郎派（愛正会）に所属。第1次鳩山一郎内閣で大蔵政務次官、第2次岸内閣で建設大臣となった。その他、自由民主党の副幹事長、政調会副会長などを歴任した。
運輸大臣、経済産業大臣、自由民主党幹事長などを歴任した二階俊博は元秘書。